# José de Solís y Gante
José de Solís y Gante   (Salamanca, 19 d'abril de 1683 - Madrid, 25 de juny de 1763) va ser un noble espanyol, III duc de Montellano. Va ser acadèmic fundador de la Reial Acadèmia Espanyola.
Va néixer a Salamanca, on va ser batejat el 19 d'abril de 1683, fill del segon duc de Montellano, Alonso de Solís y Osorio, i de Luisa de Gante. Va ser crear cavaller de l'orde de Calatrava per Reial Cèdula el 19 de desembre de 1702. A banda de duc de Montellano, títol vinculat a la Grandesa d'Espanya, va ostentar també el de comte de Saldueña, a més de ser senyor de molts altres estats. També va ser adelantado major del Yucatán i gentilhome de cambra amb exercici de Felip V i majordom major del príncep d'Astúries, i breument rei el 1724, Lluís I, i de la seva muller, Lluïsa Elisabet d'Orleans.
Va conrear també la poesia i va ser autor de l'obra Romance endacasilabo detestando la bárbara política de Ptolomeo en cortar la cabeza a Pompeyo. És considerat també un dels fundadors de la Reial Acadèmia Espanyola, part del grup d'acadèmics immediatament posteriors als vuit fundadors originals, atès que hom considerava que eren molt pocs per poder dur a terme la tasca d'elaborar el diccionari de la llengua castellana i es va convidar a tres persones, considerades també fundadores i membres numeraris. Així, Solís va ser primer ocupant de la cadira de la lletra J, de la qual va prendre possessió el 15 de juliol de 1713. Va ser qui va crear l'emblema i lema de l'acadèmia «Limpia, fija y da esplendor», elegit d'entre onze propostes que es van presentar, el 1714. També va col·laborar en la confecció del Diccionario de la lengua española, i també en el Diccionario de autoridades, amb la redacció de les combinacions de AF i AT, i va fer extractes de l'obra de Juan de Jáuregui i del pare Joan d'Àvila, sobre la passió, a més de definir les veus referents a l'esgrima. Sembla que poc després va deixar d'assistir a les juntes de l'acadèmia, adduint raons de salut i ocupacions domèstiques.
En l'àmbit personal, es va casar a Madrid el 27 de juliol de 1704 amb Josefa Folch de Cardona y Bellvís de Montcada, marquesa de Castelnovo i de Pons. El matrimoni va tenir tres fills: Alonso Vicente, successor als títols i estats nobiliaris, José, militar i virrei de Nova Granada, i Francisco, religiós que va esdevenir arquebisbe de Sevilla.
Va morir a Madrid el 23 de juliol de 1763.